# 모르텐 프렌드루프
모르텐 벳체 프렌드루프 (Morten Wetche Frendrup, 2001년 4월 7일 ~ )는 덴마크의 축구 선수이며, 제노아에서 수비형 미드필더 또는 풀백으로 뛰고 있다.